# Yvette Benayoun-Nakache
Pour les articles homonymes, voir Benayoun et Nakache.
Yvette Benayoun-Nakache, née le 2 décembre 1946 à Toulouse (Haute-Garonne), est une femme politique française.

## Biographie

### Jeunesse
Yvette Benayoun-Nakache naît à Toulouse. Son père travaille comme infirmier-major à l'Office national industriel de l'azote (ONIA), sa mère à la Poste. Elle est par ailleurs la nièce d'Alfred Nakache. Elle grandit dans le quartier de la Patte-d'Oie. Secrétaire médicale de profession, elle est militante syndicale à la Confédération française démocratique du travail (CFDT).

### Carrière politique
En 1981, elle adhère au Parti socialiste (PS). Le 1er juin 1997, elle est élue députée pour la XIe législature (1997-2002), dans la quatrième circonscription de la Haute-Garonne, où elle est opposée à Jean Diebold, un proche du maire de Toulouse, Dominique Baudis. Elle fait partie du groupe PS et se trouve dans la majorité parlementaire de la « gauche plurielle » qui soutient le gouvernement Jospin entre 1997 et 2002. En 2001, lors des élections municipales de Toulouse, elle est élue conseillère municipale sur la liste du socialiste François Simon, pourtant battue par Philippe Douste-Blazy.
L'année suivante, dans le contexte de défaite de Lionel Jospin à l'élection présidentielle et de débâcle de la « gauche plurielle » aux élections législatives, elle est battue par Jean Diebold et ne retrouve pas son mandat de députée.
Lors des élections municipales de 2008 à Toulouse, elle rejoint en sixième place la liste du maire sortant, Jean-Luc Moudenc, soutenu par l'UMP. Pour cette raison, elle est exclue du Parti socialiste le 17 janvier 2008, tout comme Robert Gély, et ses anciens camarades socialistes réclament sa démission de ses mandats en cours. Le 16 mars 2008, quoique la liste de Jean-Luc Moudenc soit battue par le candidat socialiste, Pierre Cohen, elle est élue conseillère municipale sans étiquette.
En 2014, à la fin de son dernier mandat politique, celui de conseillère municipale, elle renonce à tout activité.

## Mandats
Assemblée nationale
- Députée de la quatrième circonscription de la Haute-Garonne de 1997 à 2002

Conseil régional de Midi-Pyrénées
- Conseillère régionale de 2004 à 2010

Commune de Toulouse
- Conseillère municipale de 2001 à 2014